# محمد نبی
محمد نبی عیسی خیل (زادهٔ ۱ ژانویهٔ ۱۹۸۵) بازیکن کریکت اهل افغانستان و کاپیتان سابق تیم ملی کریکت افغانستان است. او متولد ولایت لوگر افغانستان است.

## کمک به بازگشت کنندگان افغان
خبرگزاری ایراف در ۵ مرداد ۱۴۰۴ نوشت : محمد نبی، کاپیتان پیشین و عضو فعلی تیم ملی کریکت افغانستان،  اعلام کرد مبلغ یک میلیون افغانی که از سوی بنیاد خیریه «محمد نبی» جمع‌آوری شده بود، امروز میان افغان‌های اخراج‌شده توزیع شد.
او گفته که این وضعیت را به‌خوبی درک می‌کند، زیرا خودش نیز در زمان مهاجرت چنین شرایطی را تجربه کرده است.